# Florence Wycherley
Florence Wycherley (* 20. Februar 1908 im County Cork; † 23. April 1969) war ein irischer Politiker. Er war von 1957 bis 1961 Teachta Dála (Abgeordneter) im Dáil Éireann, dem Unterhaus des irischen Parlaments.
Wycherley war als Landwirt tätig. Bei den Wahlen 1954 versuchte er, für die Clann na Talmhan im Wahlkreis Cork West einen Sitz im Dáil zu erlangen. Er konnte jedoch nicht genügend Stimmen erzielen. Bei den nachfolgenden Wahlen 1957 trat er dann als unabhängiger Kandidat an und konnte genügend Stimmen für den Einzug in den Dáil erzielen. Bei den Wahlen 1961 musste er im Wahlkreis Cork South-West antreten, verlor damit aber seinen Sitz. Dann trat er nicht noch einmal zu Wahlen an.
Wycherley ist der Vater des Schauspielers Don Wycherley.